# John Cleland
John Cleland, född 1709 (döpt 24 september 1709) i Kingston upon Thames i dåvarande Surrey (idag en del av London), död 23 januari 1789 i London, var en engelsk författare. 
Perioden 1728–1740 var han frivillig i den brittiska armén. År 1741 bosatte han sig i London, hamnade på gäldstuga 1748 där han skrev romanen Memoirs of a Woman of Pleasure, mer känd som Fanny Hill (1748–1749).